# Isso (canção)
Isso é uma música da banda de rock Titãs, presente no disco A Melhor Banda de Todos os Tempos da Última Semana, sendo interpretada por Paulo Miklos, a música fez sucesso, principalmente após o lançamento do clipe, dirigindo por Oscar Rodrigues Alves, no qual o vocalista Paulo Miklos atua ao lado de um elefante. Foi incluindo na novela O Beijo do Vampiro.
Uma versão acustica da música foi laçado no EP Titãs Trio Acústico.

## Composição
No programa Luau MTV, Tony Bellotto falou sobre a composição da música, falando que
| “               | "É mais uma música que fala das dificuldades dos encontros de amor entre duas pessoas. O amor é muito inspirador quando ele dá errado. Músicas de fossa, de tristeza do amor rendem melhores músicas do que quando você fala do lado legal do amor. Quando tudo tá dando certo, parece que não tem por que falar do amor". | ” |
| — Tony Bellotto | |   |

## Ficha Técncia
Os créditos estão de acordo com o encarte.
- Paulo Miklos − voz
- Branco Mello − vocal de apoio
- Nando Reis − baixo
- Sérgio Britto − órgão Hammond e vocal de apoio
- Tony Bellotto — guitarra e violão
- Charles Gavin − bateria
- Emerson Villani − guitarra

## Prêmios e indicações
| Ano  | Prêmio                 | Categoria             | Resultado | Ref   |
| ---- | ---------------------- | --------------------- | --------- | ----- |
| 2003 | MTV Video Music Brasil | Escolha da Audiência  | Indicado  | [ 8 ] |
| 2003 | MTV Video Music Brasil | Direção em Videoclipe | Indicado  | [ 8 ] |